# سیارک ۴۰۳۲۸
سیارک ۴۰۳۲۸ (به انگلیسی: 40328 Dow، نامگذاری:1999MK) چهل هزار و سیصد و بیست و هشتمین سیارک کشف شده‌است که در ۲۰ ژوئن ۱۹۹۹ کشف شد.